# Музична культура XIX століття

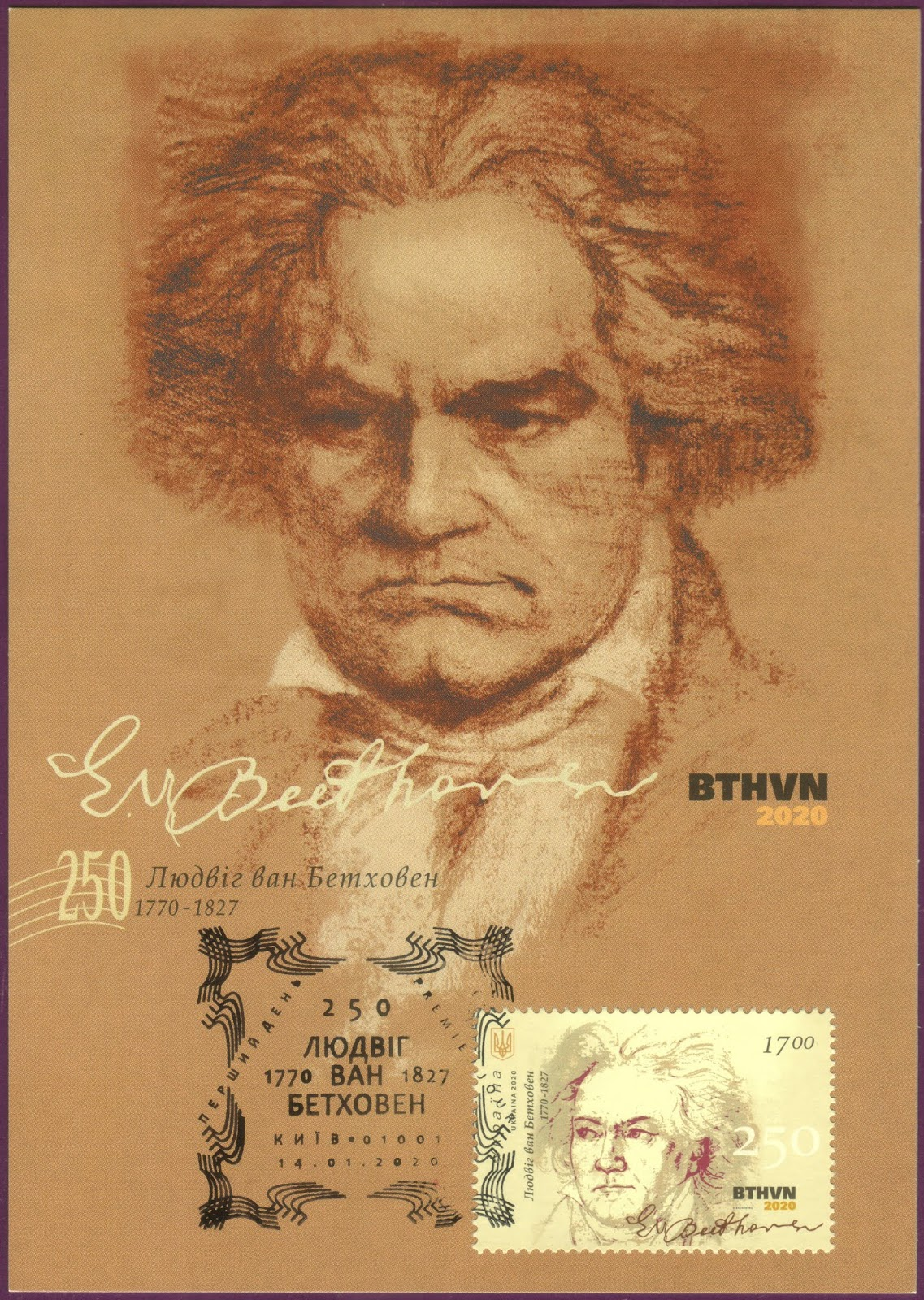
Людвіг ван Бетховен - представник класицизму в музиці

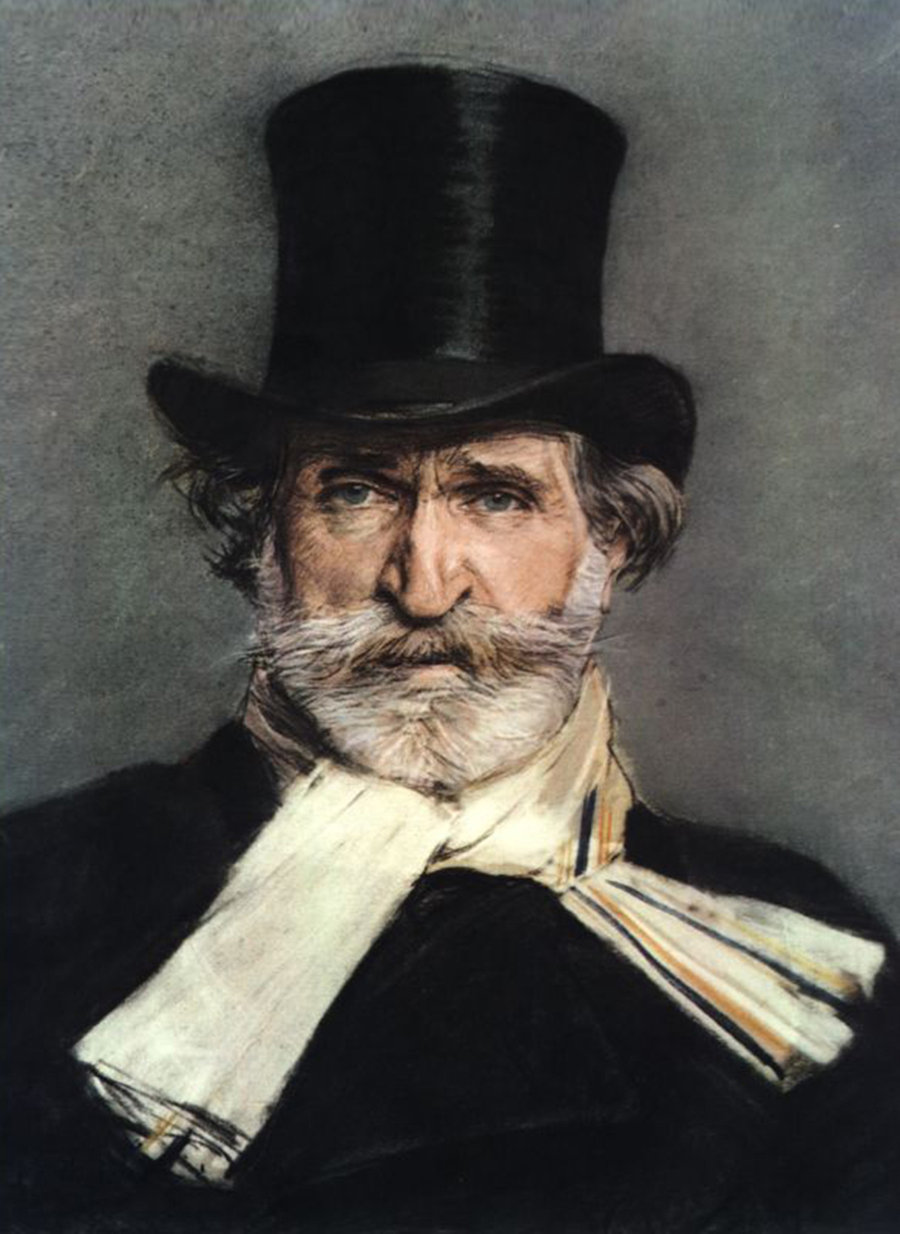
Джузеппе Вердік - композитор реалістичного напряму

Музична культура ХІХ століть — духовні надбання ХІХ століття в галузі музичного мистецтва.

## Історія розвитку музичного мистецтва ХІХ століття
Музична культура дев'ятнадцятого століття розмаїта за напрямами, стилями, жанрами.

### Основні напрями
Класицизм. Головні світоглядні ідеї класицизму кінця вісімнадцятого століття ознаменували початок дев'ятнадцятого століття. Гармонійна впорядкованість світу, чіткі правила і вимоги до створення різножанрової музики забезпечили розвиток таких жанрів, як соната, концерт, симфонія, квартет. Музичні твори досягли такої досконалості, що стали взірцевими. Їх називають класичною музикою. Віденська класична школа, до якої увійшли Франц Йозеф Гайдн, Вольфганг Амадей Моцарт, Людвіг ван Бетховен, стала найважливішим досягненням класицизму. У творчості композиторів утвердилася класична форма інструментального концерту. Композитори-класики писали  музику для скрипки, віолончелі, валторни, арфи, фортепіано. Були створені концерти для одного інструменту, двох і трьох. Так Бетховен написав потрійний концерт для фортепіано, скрипки і віолончелі. У першу чверть століття з'явились симфонічні твори Бетховена. Композитор є спадкоємцем і продовжувачем класицистичних традицій, проте водночас за художніми засобами композитор є художником нового часу. 
У Чехії музика досягає високого розквіту. Засновниками національної класики в Чехії є Бедржих Сметана і Антонін Дворжак.
Основоположником норвезької класики є Едвард Гріг, який вплинув на творчість не тільки скандинавських авторів, а й на європейську музику.
Романтизм активного розвитку набув у першій половині століття. Композитори-романтики цікавились новими засобами музичної зображальності. Їх музика наповнена пристрастю, емоціями. Романтичні образи були яскравими, незвичайними, виділялись серед натовпу. Автори пов'язували музику і слово, музику і живопис. Ідея синтезу мистецтв стала важливою ознакою романтизму, вона спричинила розквіт опери і романсу. Одним із перших  творцем романсів був австрійський композитор Франц Шуберт, який у своїх мініатюрах поєднав розповідь про людину, чиї сподівання розбивалися під ударами долі з темою природи, яка відповідає душевному стану героя. Романтики проявляли інтерес до народної творчості, дали поштовх до формування національних композиторських шкіл. Вони створювали цикли, які складалися з окремих життєвих вражень. Романтичний напрям представили і Роберт Шуман, Гектор Берліоз і Ріхард Ваґнер, Ференц Ліст і Фредерик Шопен. Музика поєднувалась з класичним балетом, якому романтизм додав єдності музики, драматичної дії і танцю. Виробився новий танцювальний стиль, в якому був надзвичайно пластичний політ рухів. Різні малі форми наповнилися глибоким змістом: фортепіанна п'єса, інструментальна мініатюра, романс, симфонізм. Оперету вивели на рівень справжнього мистецтва Жак Оффенбах і Іоганн Штраус-син.
Реалізм прийшов на зміну романтичним мотивам музичних творів. На відміну від романтиків музикантів, представників реалізму, менше цікавив внутрішній піднесений світ героя. Їх цікавила правда життя, тому музика стала соціально спрямована. Композитори конкретизували музичні образи за допомогою слова, сценічної дії. Вони використовували синтетичні жанри, такі як опера. Найяскравішим представником реалізму в музиці був італійський композитор Джузеппе Верді. Його твори спрямовані проти несправедливості і є прикладом високого гуманізму. Оперній драматургії властива чітка виразна оркестровка. До правдивості музичних образів, зображення типов характерів прагнули російські композитори, які у своїх операх відображали сиву давнину, старовинні обряди, фольклорні теми. Реалістичні картини життя народу описані у музичних творах українських авторів. Композитори Петро Ніщинський, Денис Січинський будували музику на матеріалі народних пісень і танців.
Модернізм у музиці представлений низкою мистецьких напрямів і течій. Кінець століття ознаменувався глибокою кризою, наслідком якої було розчарування в ідеалах і відчуття наближення загибелі існуючого ладу. Композитори-модерністи подарували світу твори нереалістичного спрямування. З'явились різні інноваційні тенденції в музиці, музиканти активно прагнули займатися модернізацією естетичного вигляду музики. Основними елементами музичного мистецтва стали такі первісні елементи як інтонація, ритм і мотиви. 
У Франції виник стиль музичного імпресіонізму і символізму. Його творцем є композитор Клод Дебюссі. Риси імпресіонізму, як одного з провідних музичних напрямків знайшли вираження у творах М.Равеля, Ф.Пуленка, О.Респігі, у творчості російських композиторів. Твори російських композиторів у останній чверті століття було визнано в усьому світі. У 90-ті роки XIX були створені вершинні твори Петра Чайковського та Миколи Римського-Корсакова. Серед молодого покоління музикантів, що вступили в творче життя в кінці минулого століття, були композитори: Олександр Скрябін, Ігор Стравинський. Велику роль в музичному житті Росії цього часу зіграв і Біляївський гурток, який у 80-90-і роки виявився єдиним центром, де об'єднувалися активні музиканти-шукачі нових шляхів розвитку музичного мистецтва.

## Особливості музичної культури доби

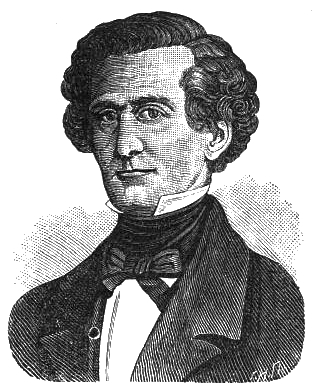
Берліоз – яскравий представник романтизму в музиці

Музика XIX століття відрізнялась багатством стилів і напрямків, проте основний напрям розвитку – відхід від попередніх стилів і «розкладання» мови музики до складових її мікроструктур.
Протягом першої чверті музика визначалась гармонією, структурою форми, фактурою. При цьому класицизм і романтизм мирно співіснували в музичному житті Європи. Утверджувалось панування чуттєвої мелодії, формувався сучасний оркестр і мистецтво оркестровки, принципи  виконавських шкіл і отримали сучасний вигляд музичні інструменти. Прийшовши на зміну класицизму, романтизм,  відобразив зміну старого суспільного устрою. Епоха класицизму з її задоволеннями, вишуканістю придворних капел відійшла у минуле разом з родовими аристократами, старовинними замками і їх віковим укладом.
Втіленням нового смаку минулого сторіччя стала естрада — різні шоу, музика кабаре. Відкрились консерваторії, стали виходити музичні газети і журнали, створені музичні видавництва. Просвітницьку діяльність втілювали самі композитори. Вони часто розповідали про музику, пояснювали її зміст,  залучали до неї якомога більше число слухачів. Статті Роберта Шумана, Гектора Берліоза, Ференца Ліста, Ріхарда Вагнера допомагали визначатися у складному світі музичних ідей.
Багато нового виникло у музичних театрах Європи. Опера увійшла у масову свідомість європейців. Проте новатори зустрічали неабиякі труднощі: кошти, необхідні для постановки  опери, ризик невдачі виконання у непідготовленій аудиторії. Реформатором оперного мистецтва був німецький композитор Ріхард Вагнер, автор опери-драми, яка поєднала філософсько-поетичне і музичне начала.
Музика, яка вийшла зі стін садиб і маєтків європейської знаті набула сили та віртуозності, але водночас стала витончена, чуттєва й сентиментальна, емоційна, фантастично вигадлива, казково-поетична, часто запозичена з фольклору. В музиці романтизму панувало лірико-психологічне начало.
Для музики другої половини властиві:
- пізньоромантичні традиції — втілення образів ідеальної мрії, схвильований характер, тяжіння до синтезу мистецтв,
- музичний імпресіонізм (тонкий звуковий колорит)
- символізм: способи-символи, теми «волі», «самоствердження», «боротьби», «томління», «мрії»
- експресіонізм.

## Композитори ХІХ століття
- Людвіг ван Бетховен — німецький композитор, представник «віденської класичної школи».
- Петро Чайковський — російський композитор, автор шести симфоній і десяти опер.
- Микола Римський-Корсаков — російський композитор, член «Могутньої купки».
- Олександр Скрябін — російський композитор.
- Микола Лисенко — український композитор, піаніст і диригент, який розвинув усі музичні жанри: оперний, симфонічний, кантатно-ораторіальний, хоровий, камерно-вокальний і камерно-інструментальний.
- Франц Шуберт — австрійський композитор, автор понад шестисот вокальних творів.
- Стравінський Ігор Федорович — український композитор.
- Клод Дебюссі — французький композитор-модерніст.
- Антонін Леопольд Дворжак — чеський композитор, представник романтизму.
- Франц Йозеф Гайдн — австрійський композитор, представник Віденської класичної школи
- Вольфганг Амадей Моцарт — австрійський композитор, представників Віденської класичної школи.